# Marwood (Devon)
Marwood – wieś w Anglii, w hrabstwie Devon, w dystrykcie North Devon.